# Mojayan
Mojayan is een bestuurslaag in het regentschap Klaten van de provincie Midden-Java, Indonesië. Mojayan telt 6350 inwoners (volkstelling 2010).